# Massimiliano Fiondella
Massimiliano Fiondella (Gioia Sannitica, 13 luglio 1968 – Vernazza, 9 agosto 2009) è stato un calciatore italiano, di ruolo difensore.

## Biografia
Nella notte del 9 agosto 2009 perde la vita all'età di 41 anni, insieme alla fidanzata Sara, in un incidente a bordo del suo scooter, uscendo di strada in una curva a pochi chilometri da Vernazza, nelle Cinque Terre.

## Carriera
Nato a Gioia Sannitica, nel casertano, ma residente fin dall'infanzia  a Le Grazie nello spezzino, cresce nelle giovanili dello Spezia prima e della Sampdoria poi. Viene aggregato alla prima squadra nella stagione 1985-1986 non riuscendo a esordire in campionato, ma venendo spesso schierato in Coppa Italia, comprese entrambe le partite di finale persa dai blucerchiati contro la Roma.
Ceduto nell'estate 1986 alla Lucchese neopromossa in Serie C1, disputa coi rossoneri quattro campionati da titolare, culminati con il ritorno in Serie B dopo 27 anni al termine della stagione 1989-1990. Le stagioni a Lucca lo pongono alle attenzioni della ACF Fiorentina, che lo acquista nell'estate 1990.
In viola disputa due stagioni in Serie A sotto la guida di Sebastião Lazaroni prima, e di Gigi Radice poi, con fortune alterne. Se infatti nella prima stagione viene schierato con una certa continuità, nella seconda viene spesso relegato fra i rincalzi. Quando per lui non c'è più spazio in squadra viene  posto in vendita. Chiude pertanto la sua stagione in viola (e in Serie A) con 42 presenze in due stagioni e una rete contro l'Inter.
Acquistato nell'estate 1992 dalla SPAL neopromossa in Serie B, disputa a Ferrara un'annata a mezzo servizio (18 presenze) terminata con l'immediato ritorno in Serie C1. Resta alla SPAL anche nella stagione successiva, con la promozione fallita sul filo di lana.
Nella stagione 1994-1995 torna fra i cadetti con l'Ascoli: la stagione è fallimentare sia sul piano personale (9 presenze totali) sia per i marchigiani che retrocedono in Serie C1. Da quella stagione Fiondella prosegue la sua carriera nelle serie minori.
Dal 1998 al 2004 Fiondella ha giocato nella Fezzanese, partecipante al campionato di Eccellenza ligure. In sei stagioni con questa squadra ha totalizzato 85 presenze in gare di campionato, con una rete realizzata.
Cessata l'attività agonistica, è stato per un biennio allenatore delle formazioni giovanili dello Spezia.

## Palmarès

### Club

#### Competizioni nazionali
- Coppa Italia Serie C: 1

Lucchese: 1989-1990